# 新埔民生站
新埔民生站位於台灣新北市板橋區，為台北捷運環狀線第一階段的捷運車站。

## 車站概要
設於民生路上，車站編號為Y17。本站為環狀線的轉乘車站（另一站為板橋站），可與板南線新埔站站外轉乘，與板南線最近之出口（出口5）相距250公尺。乘客須先出站後，20分鐘內進入另一線車站內，始享有合併計費的優惠，並設有單程票轉乘閘門，供持單程票旅客使用 。

## 歷史
原先公佈站名時命名為民生路，後來重新命名為新埔民生站。
- 2019年10月25日：臺北市政府辦理環狀線第一階段初勘作業。
- 2020年1月5日：交通部辦理環狀線第一階段履勘作業。
- 2020年1月19日：環狀線「新北產業園區—大坪林」段開放試營運，試乘時間於上午10點至下午4點[6][7]。
- 2020年1月31日：環狀線新埔民生站隨著環狀線「新北產業園區—大坪林」段正式通車而啟用[1][2][3]。
- 2023年1月31日：環狀線西環段（新北產業園區站-大坪林站）交回新北捷運公司營運[8]。

## 車站構造

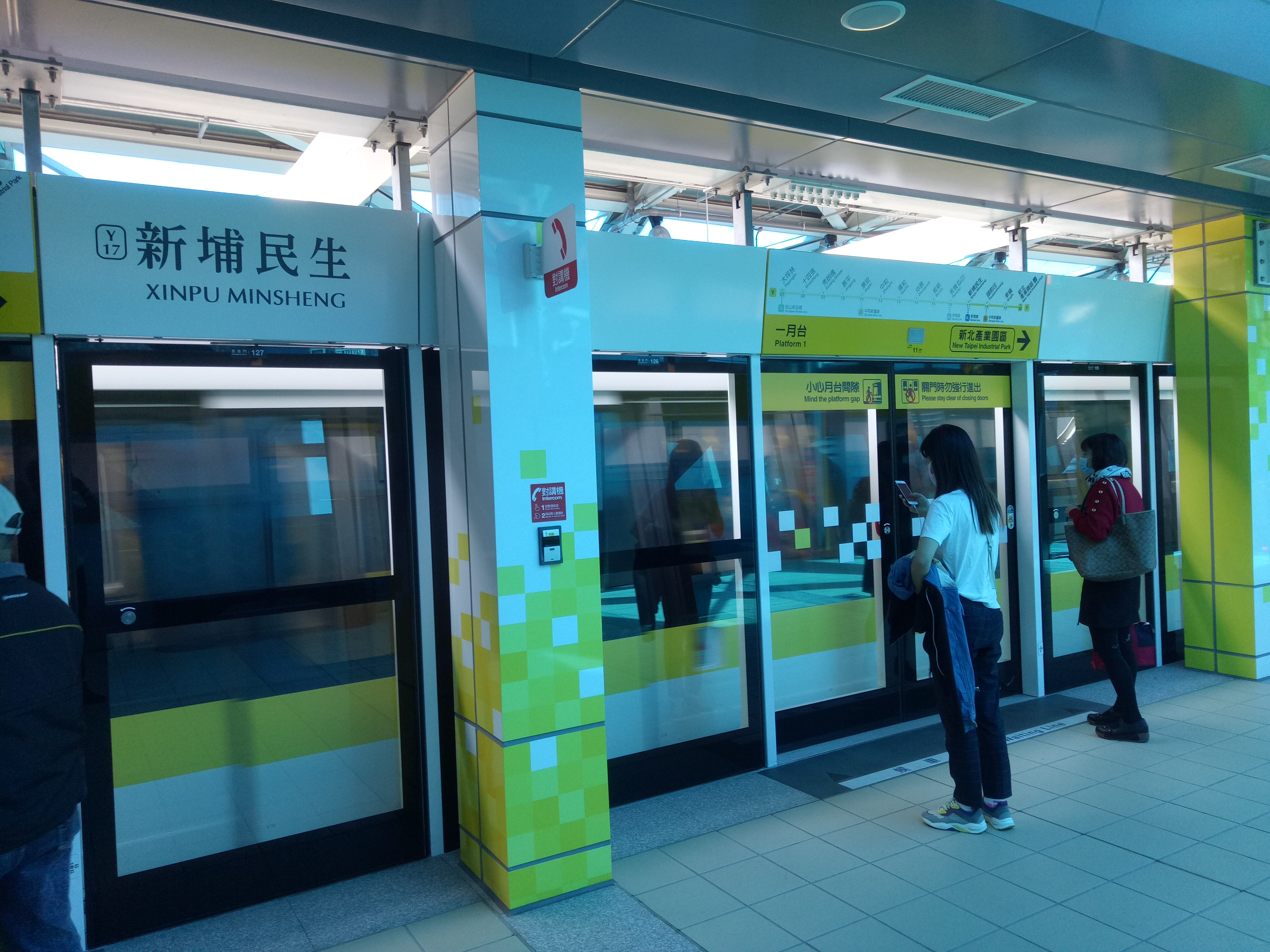
新埔民生站月台

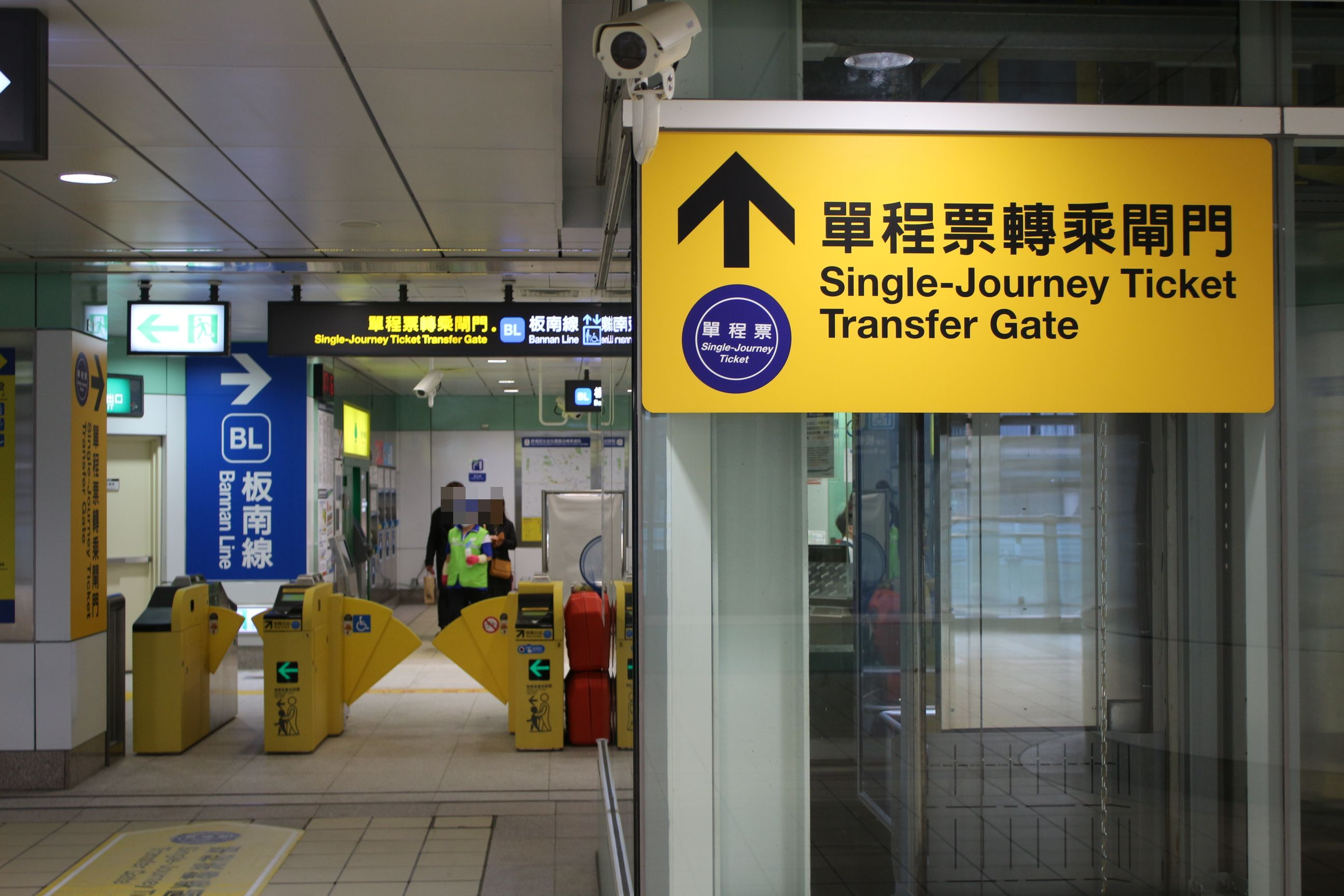
新埔民生站單程票轉乘閘門

設高架側式車站，兩座側式月台，站體長約90公尺，寬約21.5公尺，高約22.9公尺，設有1處出入口與土地開發大樓共構，1座無障礙電梯。

### 車站樓層
| 地上 四樓          |                                             |                                                            |
| 側式月台，右側開門 |                                             |                                                            |
| 一月台             | ← 環狀線 往新北產業園區方向（Y18 頭前庄站） |                                                            |
| 二月台             | 環狀線 往大坪林方向（Y16 板橋站）→          |                                                            |
| 側式月台，右側開門 |                                             |                                                            |
| 地上 三樓          | 大廳層                                      | 車站大廳、詢問處、自動售票機、驗票閘門、洗手間（付費區內） |
| 地面               | 地面層                                      | 出入口                                                     |

### 車站出口
| 出入口                             | 圖片 | 位置          |
| ---------------------------------- | ---- | ------------- |
| 單一出入口 · 設有電梯 · 設有手扶梯 |      | 民生路3段70號 |
| 註： 設有電梯 \| 設有手扶梯        |      |               |

## 利用狀況
| 年   | 年間    | 年間    | 年間      | 年間  | 單日平均 | 單日平均 |
| 年   | 上車    | 下車    | 上下車計  | 來源  | 上車     | 上下車   |
| ---- | ------- | ------- | --------- | ----- | -------- | -------- |
| 2020 | 736,492 | 789,831 | 1,526,323 | [ 9 ] | 2,116    | 4,386    |
| 2021 | 571,869 | 626,021 | 1,197,890 | [ 9 ] | 1,566    | 3,281    |
| 2022 | 643,815 | 707,067 | 1,350,882 | [ 9 ] | 1,763    | 3,701    |

## 車站週邊
- 民生陸橋
- 百樂門時尚會館
- 板橋郵局
- 馥華飯店
- 中英醫院（位於本站與板橋站間）
- 新北市立中山國民中學
- 大漢橋
- 新北市立江翠國民中學
- 台64線板橋交流道
- 板橋四維公園
- 新北市立圖書館板橋四維分館
- 新北市公共自行車租賃系統 捷運新埔民生站

## 公車資訊
站牌名為《捷運新埔民生站》。因原有板南線新埔站公車站牌位置亦在本站轉乘範圍內，除以下路線外，大部分路線仍停靠《捷運新埔站》站牌。

此類公車路線，請參閱《捷運新埔站#公車資訊》。
| 編號  | 經營業者          | 區間                   | 備註                            |
| ----- | ----------------- | ---------------------- | ------------------------------- |
| 657   | 臺北客運          | 宏國科大－捷運江子翠站 | 屬於新北市區公車。              |
| 657延 | 臺北客運          | 宏國科大－捷運江子翠站 | 經土城延和路 屬於新北市區公車。 |
| 933   | 中興巴士 指南客運 | 三重－動物園           | 屬於新北市區公車。              |
| 947   | 淡水客運 指南客運 | 淡水－板橋             | 屬於新北市區公車。              |
| 963   | 淡水客運 指南客運 | 八里－板橋             | 屬於新北市區公車。              |
| 橘5   | 臺北客運          | 板橋－捷運景安站       | 屬於新北市區公車。              |

## 腳註

### 來源資料
1. 1 2  . 卞金峰. 中央社. 2020-01-21  [2020-01-21]. （原始内容存档于2020-02-26）.
2. 1 2  捷運環狀線1/31通車 一張圖看懂哪8站可以轉乘 （页面存档备份，存于），自由時報，2020-01-21 16:49:13。
3. 1 2  新北環狀線 1月31日通車營運，新北環狀線免費試乘3日，吸引超過11萬人試乘 （页面存档备份，存于），翻爆，2020-01-24。
4. ↑  . 臺北大眾捷運股份有限公司. 2021-01-15.
5. ↑  張曼蘋. . 聯合報. 2020年1月19日  [2020年1月30日]. （原始内容存档于2020年1月29日）.
6. ↑  新北捷運環狀線 19日起免費試乘 （页面存档备份，存于），Yahoo奇摩新聞，2020年1月17日 上午2:26。
7. ↑  捷運新北環狀線 19日起免費試乘 （页面存档备份，存于），自由時報，2020-01-17 05:30:00。
8. ↑  葉德正、楊亞璇. . 中時新聞網. 2022-06-07  [2022-06-07]. （原始内容存档于2022-06-15） （中文）.
9. ↑  . 臺北市交通統計資料庫查詢系統. 2021-02-04  [2022-06-25]. （原始内容存档于2020-11-28）.

## 外部連結
- 新北大眾捷運股份有限公司 （页面存档备份，存于）
- 臺北市政府捷運工程局 （页面存档备份，存于）
- 新埔民生站位置圖（台北捷運公司）
- 新埔民生站車站剖面相關位置圖（台北捷運公司）